# Miuna Saitō
Pour les articles homonymes, voir Saito.
 (mai 2025).
Si vous disposez d'ouvrages ou d'articles de référence ou si vous connaissez des sites web de qualité traitant du thème abordé ici, merci de compléter l'article en donnant les références utiles à sa vérifiabilité et en les liant à la section « Notes et références ».
Miuna Saitō, plus connue sous son nom de scène Miuna (斉藤美海, Saitō Miuna, née le 12 février 1987 à Kikugawa, à Shizuoka, au Japon), est une ex-chanteuse et idole japonaise qui débute au sein du groupe J-pop Country Musume du Hello! Project en 2003, après avoir échoué à l'audition pour intégrer la "sixième génération" des Morning Musume. Elle participe également au Shuffle Unit H.P. All Stars en 2004, et joue avec l'équipe de futsal Gatas Brilhantes dès sa création en 2003, jusqu'à son départ du H!P en janvier 2007 avec sa collègue Asami Kimura, signant la fin officieuse des Country Musume dont seule demeure alors Mai Satoda.

## Liens
- (ja) Son message d'adieu au H!P